# Позориште Јулиус Словацки
Позориште Јулиус Словацки (пољски: Teatr im. Juliusza Słowackiego w Krakowie) је еклектично позориште и опера из 19. века у срцу Кракова у Пољској и налази се на Унесковој листи светске баштине. Подигнуто 1893. године, настало је по узору на нека од најбољих европских барокних и еклектичких позоришта као што је Опера Гарније у Паризу. Позориште је 1909. године добило име по пољском песнику Јулијусу Словацком, а 1978. године уписано је уз Историјски центар Кракова у Регистар светске баштине.

## Историја
По пројекту Јана Завијејског, позориште је подигнуто на Тргу Светог Духа (Plac Św. Ducha) на месту некадашње цркве и манастира верског реда из 14. века „Duchacy“ или Реда Светог Духа (отуда и назив трга). Црква је претворена у стамбену зграду због секуларизације пољског мушког огранка манастира 1783. године. Градско веће Кракова одлучило је да га сруши 1886. године како би се направио простор за ново позориште. Црква је демонтирана маја 1892. године – догађај који је изазвао много контроверзи, посебно емотивну изјаву пољског сликара Јана Матејка да више никада неће излагати своје слике у Кракову.
Ново позориште је отворено 21. октобра 1893. године. Био је то изузетан пример пољске еклектичне архитектуре, прва зграда у Кракову дизајнирана и опремљена електричним светлом. У почетку се звало Општинско позориште (Teatr Miejski). Тек 1909. године добија име Јулијуса Словацког, пољског песника и драматурга романтизма.
Инаугурација је одржана уз програм који се састојао од одломака из Земсте Александра Фредра, Баладина Јулијуса Словацког и Конфедераци Барсци Адама Мицкјевича. Позориште је четири дана касније поставило своју прву целовечерњу представу, Фредрово Śluby Panieńskie.
Током окупације Пољске од стране нацистичке Немачке, позориште је водила немачка трупа. Последња пољска представа у наредних 6 година изведена је у јесен 1939. Позориште је поново отворено за пољску публику у фебруару 1945.
Од 27. марта 1976. позориште прати и Мала сцена смештена у бившој електрани (пројектована 1890-их, да би позориште снабдевало сопственом струјом). 2000. године додата је трећа, летња бина. Четврта је отворена је 7. новембра 2003. године.

## Културни значај
Позориште је постало родно место позоришног концепта периода Млада Пољска и било је уско повезано са поновним откривањем романтичне драме, као и премијерним представама пољског националног драмског писца Станислава Виспјанског.
Значај традиције пољског романтичара под страном окупацијом, а посебно заоставштине Словацког, огледа се у првом фестивалу његових драма који је тамо организован 1909. У то време позориште је добило име Словацки и постало познато као Позориште Јулиус Словацки.
У Позоришту је публика могла да присуствује представама са значајним пољским глумцима. Током међуратног периода, позориште је било у сенци варшавске позоришне сцене, али се и даље сматрало једном од најважнијих позоришта у Пољској. Године 1980. позориште је приредило светску премијеру папе Јована Павла ИИ, Брат наш Божји (Brat naszego boga), продукција чији је значај био пре свега политички.

## Галерија
- Позориште Словацки, предњи улаз
- Позориште у Старом граду Кракова ноћу
- Унутрашњост позоришта
- Улазни хол